# Fox Brook (dopływ Bear Brook)
Fox Brook (do 26 marca 1976 McCulloch Brook) – strumień (brook) w kanadyjskiej prowincji Nowa Szkocja, w hrabstwie Pictou, płynący w kierunku północno-zachodnim i uchodzący do Bear Brook; nazwa McCulloch Brook urzędowo zatwierdzona 22 marca 1926 (dla cieku obejmującego także współczesny Bear Brook. Dopływem Fox Brook jest Waters Brook.